# IC 1372
IC 1372 је спирална галаксија у сазвјежђу Водолија која се налази на листи објеката дубоког неба у Индекс каталогу.
Деклинација објекта је - 5° 36' 17" а ректасцензија 21h 20m 17,1s. Привидна величина (магнитуда) објекта IC 1372 износи 14,7 а фотографска магнитуда 15,5.